# Al Corley
Alford Corley (Wichita, Kansas, 22 de mayo de 1956), conocido como Al Corley, es un cantante, actor y productor de cine estadounidense.

## Datos biográficos
Corley es muy conocido por ser el primer actor en interpretar a Steven Carrington en la serie Dynasty. Después de ello, Corley actuó en catorce películas para después producir cinco más.
También fue conocido como cantante en la década de 1980. Su sencillo de 1984 "Square Rooms" se convirtió en un número uno en la lista de éxitos francesa. Grabó un total de tres álbumes.
Vive en Pacific Palisades, California, con su madre, Dorothy, y sus dos hijos, Ruby y Clyde.

## Filmografía (incompleta)
- Dynasty - Steven Carrington (1981-1982; 1991-Miniserie de reunión de los personajes)
- Dias dificiles, noches dificiles (1989)
- Esto no es un atraco (2002)

## Discografía (incompleta)
- Square Rooms (1984)
- Riot Of Color (1986)
- The Big Picture (1988)